# Cuhem
Ne doit pas être confondu avec Cohem.
Cuhem (Kulem en flamand) est un hameau et une ancienne commune du Pas-de-Calais rattachée à  Fléchin.

## Démographie
| 1793 | 1800 | 1806 | 1821 |
| ---- | ---- | ---- | ---- |
| 180  | 202  | 136  | 168  |

## Lieux et monuments

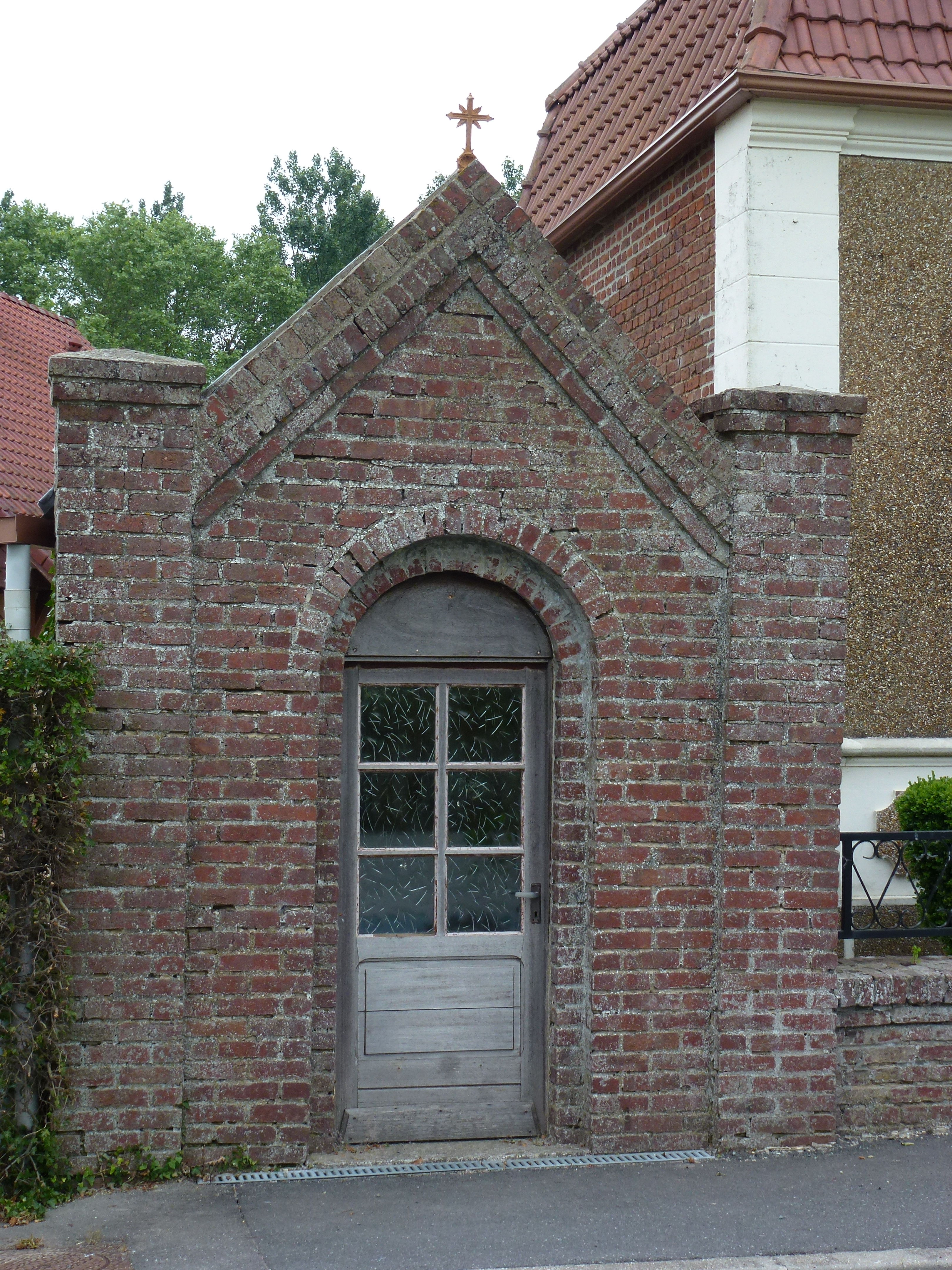
Oratoire.

Eglise Saint-Jacques.